# Watervliet (New York)
La ville de Watervliet (en anglais [wɔːtərˈvliːt] ou [wɔːtərvəˈliːt]) est située dans le comté d’Albany, dans l’État de New York, aux États-Unis. Sa population s’élevait à 10 254 habitants lors du recensement de 2020, estimée à 10 375 habitants en 2020.

## Galerie photographique

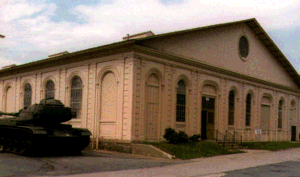
Le musée de l’arsenal
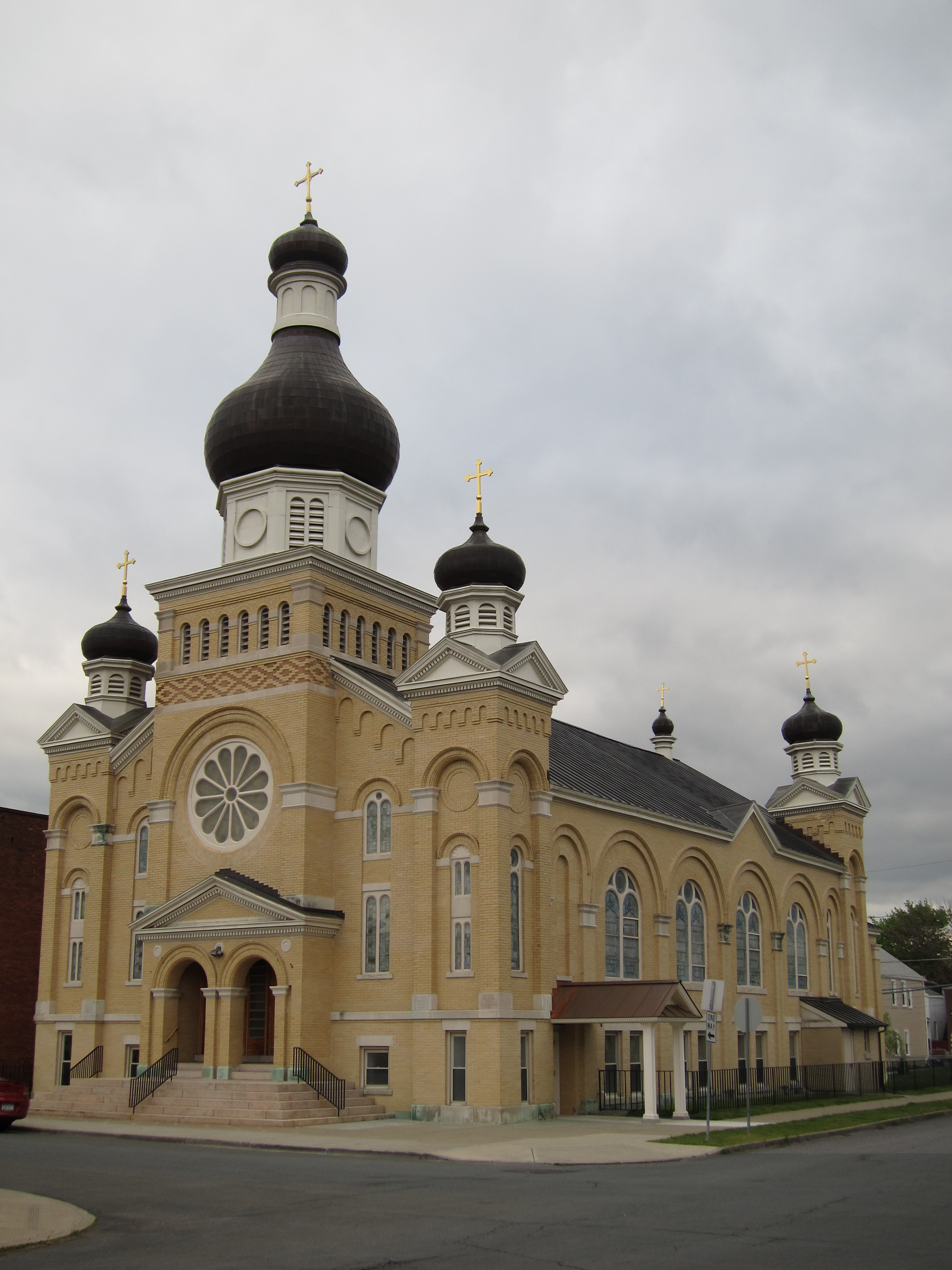
L’église ukrainienne catholique Saint Nicolas
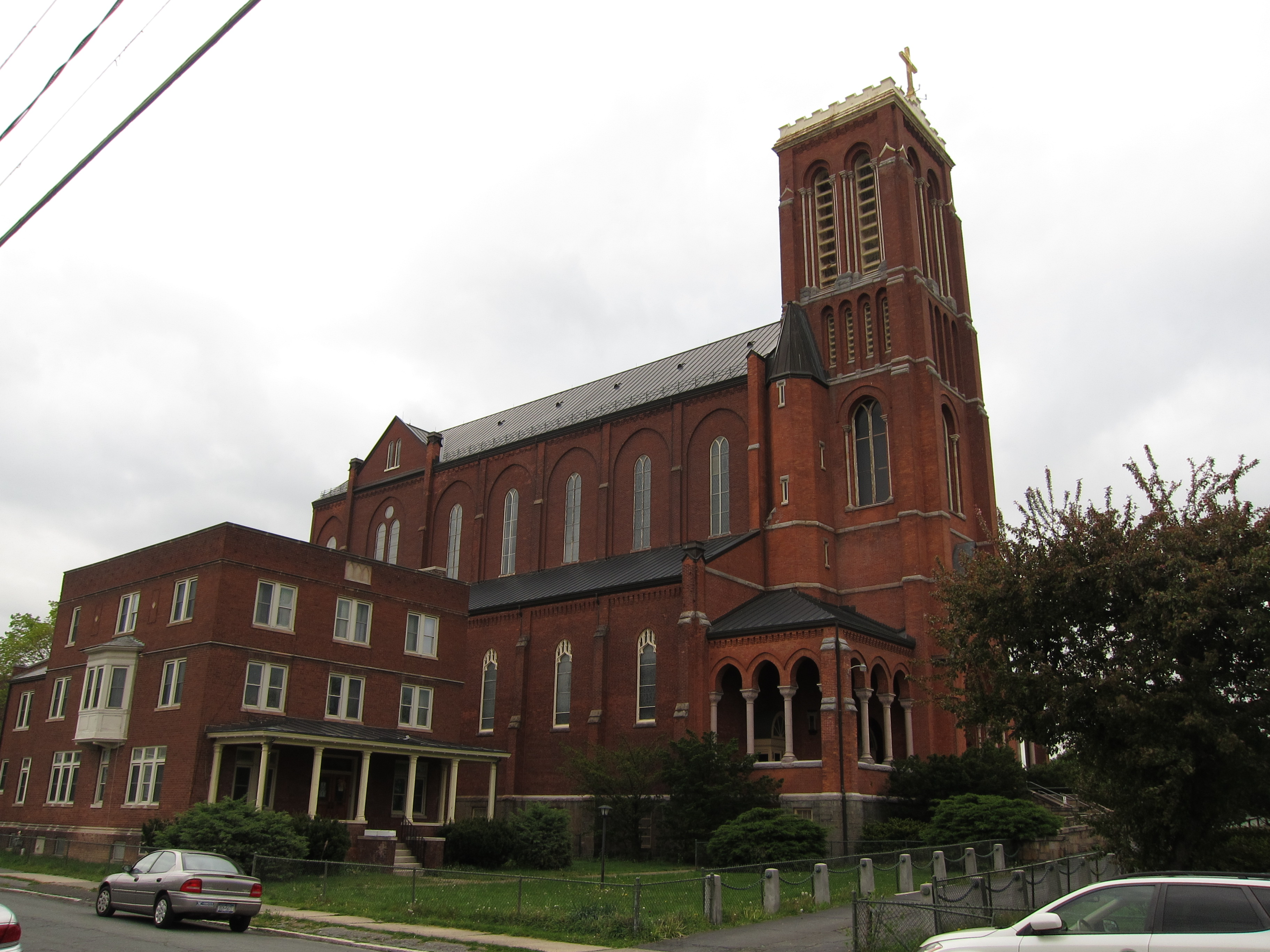
L’église Saint Patrick (démolie en 2013)

## Source
- (en) Cet article est partiellement ou en totalité issu de l’article de Wikipédia en anglais intitulé « Watervliet, New York » (voir la liste des auteurs).